# John McCracken Robinson
John McCracken Robinson, född 10 april 1794 i Scott County, Kentucky, död 25 april 1843 i Ottawa, Illinois, var en amerikansk jurist och politiker (demokrat). Han representerade delstaten Illinois i USA:s senat 1830–1841.
Robinson utexaminerades från Transylvania University och studerade sedan juridik. Han inledde därefter år 1818 sin karriär som advokat i Carmi. Han tjänstgjorde som domare i Illinois högsta domstol och som general i delstatens milis.
Robinson efterträdde 1830 David J. Baker som senator för Illinois och efterträddes 1841 av Samuel McRoberts. Robinson avled 1843 och gravsattes på Old Graveyard i Carmi.